# Filistata brignolii
Filistata brignolii is een spinnensoort in de taxonomische indeling van de spleetwevers (Filistatidae).
Het dier behoort tot het geslacht Filistata. De wetenschappelijke naam van de soort werd voor het eerst geldig gepubliceerd in 1981 door Alayón.